# Batasuna
Batasuna (« unité » en basque) était un parti politique indépendantiste basque d'extrême gauche, principalement actif en Espagne, dans le Pays basque et en Navarre. L'organisation apparaissait jusqu'en 2009 sur la liste officielle des organisations terroristes de l'Union européenne. Elle a été interdite en Espagne en 2003 du fait de ses liens avec Euskadi ta Askatasuna (ETA).
Depuis sa fondation, en 2000, Batasuna a porté divers noms, en raison d'illégalisations successives par les autorités espagnoles : Euskal Herritarrok, Sozialista Abertzaleak, Ezker Abertzaleak et AUB, Aukera Guztiak.
Le mouvement annonce sa dissolution le 3 janvier 2013.

## Idéologie
Batasuna était, avant tout, un parti indépendantiste. Il se disait aussi socialiste (proche des mouvances marxistes et anarchistes) et encore féministe et écologiste. Son principal objectif était la constitution d'un État socialiste basque, après avoir obtenu l'autodétermination et l'indépendance d'Euskal Herria (entité englobant les pays basques français et espagnols, ainsi que la Navarre).
Batasuna était considérée comme le bras politique de l'ETA par l'État espagnol, par la Cour européenne des droits de l'homme et par l'Union européenne. Elle était un parti nationaliste Basque refusant de condamner les attentats d'ETA. Le parti se défendait en arguant du fait qu'il était stérile et hypocrite de ne condamner qu'une seule forme de violence. Il faudrait dénoncer aussi celle du gouvernement espagnol, qui opprimerait le peuple basque. L'État espagnol affirmait lui que toute violation des droits de l'homme avait cessé depuis la fin de la dictature franquiste et que toute revendication violente était inacceptable, déclaration qu'il n'a à ce jour toujours pas pu vérifier. Dans les faits, peu d'entités fédérées dans le monde disposaient de plus de pouvoirs que le Pays basque espagnol (si on le compare, par exemple, au degré d'autonomie dont disposent les entités fédérées belges ou allemandes), qui avait été gouverné par des nationalistes modérés de la transition démocratique à 2009. 
Batasuna faisait partie de la gauche radicale basque (ou gauche abertzale) et du Mouvement de libération nationale basque (Movimiento de Liberación Nacional Vasco ou MLNV).
Le 23 mars 2011, le tribunal suprême espagnol interdisait le nouveau parti de Batasuna. Ainsi le tribunal avait refusé l'inscription en tant que parti politique de Sortu, la nouvelle formation indépendantiste basque créée par Batasuna pour participer aux élections locales de mai au Pays basque.

## Évolution
En 2000, la coalition Herri Batasuna (Unité populaire, HB) cessait d'exister. La majorité de ses membres constituait Batasuna, tandis que le reste, condamnant la violence comme moyen de lutte pour l'indépendance basque, fondait le parti politique Aralar.
En application de la Ley de partidos (« loi des partis »), le Tribunal suprême espagnol interdisait Batasuna en mars 2003, considérant qu'elle ferait partie de la trame de l'ETA.
Un parti dénommé AUB, Aukera Guztiak (es), se présentait aux élections autonomiques basques en avril 2005, mais était refusé, car considéré comme une version déguisée de Batasuna. Le Parti communiste des terres basques (EHAK, Euskal Herrialdeen Alderdi Komunista), organisation marxiste-léniniste formée par des militants ayant quitté Herri Batasuna au moment de sa refondation en Batasuna, obtenait 17 % des voix, loin derrière le EAJ-PNB, parti nationaliste de tendance démocrate-chrétienne qui, avec plus de 40 % des voix, se maintenait au pouvoir.
Le 4 octobre 2007, les 22 membres de la direction de Batasuna étaient arrêtés par les forces de l'ordre espagnoles, et transférées au juge chargé de cette affaire. Ils étaient soupçonnés de se réunir pour organiser la passation de pouvoir entre l'ancienne et nouvelle direction. Or Batasuna était interdit de toute activité politique pour cause de ses prétendus liens avec ETA depuis 2003.
Aux élections basques de 2009, deux formations politiques, D3M et Askatasuna, étaient à nouveau exclues du scrutin par les autorités espagnoles, qui considéraient qu'elles n'étaient qu'une émanation de Batasuna. Cette fois, le vote nationaliste se reportait sur des organisations radicales, mais condamnant la violence (comme Aralar), et sur le principal parti nationaliste modéré, le PNB. Pour la première fois, cependant, depuis la fin de la dictature franquiste, les nationalistes étaient renvoyés dans l'opposition. 
Le 30 juin 2009, la Cour européenne des droits de l'homme confirmait la décision d'interdiction de Batasuna émise par le Tribunal suprême espagnol. Souhaitant retrouver sa légalité en prévision des élections de mai 2011, Batasuna pousse en 2010 Euskadi ta Askatasuna à déclarer un cessez-le-feu illimité.
Le 2 novembre 2012, après l'extradition de la militante basque Aurore Martin en Espagne, Batasuna accusait publiquement le ministre de l'intérieur français Manuel Valls d'avoir rompu un accord tacite avec les nationalistes basques et d'être « un simple relais de Madrid à Paris ».
Batasuna était interdit en Espagne depuis 2003, où il était considéré comme le bras politique de l'ETA, mais pas en France. C'est ainsi que la militante française Aurore Martin avait été arrêtée le 1er novembre pour avoir participé à des réunions du mouvement nationaliste basque. Elle avait été libérée sous caution le 22 décembre.
Finalement, par la voix de deux de ses membres, Maite Goyenetxe et Jean Claude Aguerre, le mouvement annonce sa dissolution le 3 janvier 2013 lors d'une conférence de presse à Bayonne (Pyrénées-Atlantiques),,.
Après la dissolution de Batasuna, le parti Sortu est vu comme étant son héritier.